# Vladimir Turaev
Vladimir Georgievich Turaev (em russo:  Владимир Георгиевич Тураев, 1954) é um matemático russo.
Turaev obteve em 1979 no Instituto de Matemática Steklov o grau de Candidato de Ciências, orientado por Oleg Viro. Turaev foi professor da Universidade de Estrasburgo e depois da Universidade de Indiana. Em 2016 foi eleito fellow da American Mathematical Society.
Foi palestrante convidado do Congresso Internacional de Matemáticos em Quioto (1990: State sum models in low dimensional topology).

## Publicações selecionadas

### Artigos
- Turaev, V. G. (1988). «The Yang-Baxter equation and invariants of links». Inventiones Mathematicae. 92 (3): 527–553. Bibcode:1988InMat..92..527T. doi:10.1007/BF01393746
- com Nicolai Reshetikhin: Reshetikhin, N. Y.; Turaev, V. G. (1990). «Ribbon graphs and their invariants derived from quantum groups». Communications in Mathematical Physics. 127 (1): 1–26. Bibcode:1990CMaPh.127....1R. doi:10.1007/BF02096491
- «Skein quantization of Poisson algebras of loops on surfaces». Annales Scientifiques de l'École Normale Supérieure. 24 (6): 635–704. 1991

### Livros
- Quantum invariants of Knots and 3-Manifolds, de Gruyter 1994;[3] 2nd edition. [S.l.: s.n.] 2010;[4] Turaev, Vladimir G. (2016). 3rd edition. [S.l.: s.n.] ISBN 9783110435221
- Editor com Christian Kassel e Marc Rosso: Quantum groups and knot invariants, SMF (Panoramas et Synthèses) 1997
- com Anatoly Vershik (Ed.): Topology, ergodic theory, real algebraic geometry - Rokhlin´s memorial, American Mathematical Society 2001
- Introduction to combinatorial torsions, Birkhäuser 2001
- Torsions of 3-dimensional manifolds, Birkhäuser 2002
- com Christian Kassel: Braid Groups, Springer 2008, ISBN 0-387-33841-1[5][6]
- Homotopy quantum field theory, European Mathematical Society 2010[7]
- com Alexis Virelizier: Monoidal Categories and Topological Field Theory, Birkhäuser 2015